# 号軍
号軍（ごうぐん）は、太平天国と同時期に清に反抗した貴州省の民衆蜂起軍。民間宗教の灯花教が母体。

## 発生
1840年代より灯花教は教主劉儀順の布教で、貴州省を中心に広範囲に広まり、数万人の信者がいた。劉儀順は太平天国の西征に呼応して、1855年7月に甕安県天文で何徳勝らとともに蜂起して、号軍と称して黄・白・青・紅の各軍を置いた。

## 展開
号軍の黄・白・青・紅軍はそれぞれ劉儀順を教主として仰いでいたものの、統一した戦線を形成することはなかった。また都市を攻略してもそこを継続して支配することはなく、山に築いた要塞を拠点とした。

### 紅号
1855年11月、石阡府の毛正年と銅仁府の挙人の梅済鼎・徐廷杰らが苛政に反対して挙兵し、銅仁府知府を殺害し、紅号と称した。5万人を擁し、湖南省から四川省にかけて勢力を拡大したが、毛正年・梅済鼎・徐廷杰はいずれも1856年に戦死した。その後は楊成徳や包茅仙らが抵抗を継続した。

### 白号
1855年の天文蜂起の失敗後、劉儀順はしばらく潜伏していたが、1858年に思南府の民衆を率いて蜂起した。白号と称し、荊竹園などを拠点とした。2月に印江を占領し、1859年1月に石阡を、2月に婺川を占領した。11月に湄潭を破った。1863年2月に桐梓を占領し、12月に大定府を攻略した。

### 黄号
何徳勝は1855年の天文蜂起に参加していたが、1857年6月に都勻府・麻哈州で蜂起した。1858年に武定王を称し、轎頂山などを拠点とした。黄号軍は1863年に開州を、1865年に平遠を攻略するなど雲南省と貴州省の辺境地帯に勢力を拡大した。

### 青号
1854年の楊鳳の蜂起に参加したことのある陳寿・李時栄が青旗を目印にしたのが青号の始まりである。桐梓・仁懐を占領したが、陳寿と李時栄は戦死し、石洪明・汪草登が青号を率いた。一時は四川省にも進出したが、1861年以降は白号と共同作戦を取るようになった。

## 滅亡
1864年の太平天国滅亡後、清朝は貴州省に兵力を集中させることが可能になった。1866年より李元度率いる湘軍が貴州省に入り、銅仁を拠点に荊竹園を攻撃したが敗退した。代わって1868年に湘軍の席宝田が貴州省に入り、荊竹園を陥落させ、黄号は全滅した。さらに四川省から唐炯軍が進攻し、白号・青号が拠る福泉大坪が陥落し、劉儀順は捕らえられ処刑された。こうして14年にわたる戦闘は終結した。